# Joseph Škoda
Pour les articles homonymes, voir Škoda.
Joseph Škoda est un médecin austro-hongrois, né le 5 décembre 1805 à Pilsen en royaume de Bohême et décédé le 13 juin 1881 à Vienne.

## Résumé biographique
Fils d'un serrurier, il fait ses études de médecine à l'université de Vienne où il obtient son diplôme en 1831. Il participe ensuite pendant quelques mois à la lutte contre une épidémie de choléra en Bohême.

Il est nommé professeur de médecine à Vienne en 1846 et c’est à l’hôpital général (Allgemeine Krankenhaus), que se déroule l’essentiel de carrière. Ses recherches cliniques dans le domaine des maladies cardiaques et pulmonaires viennent compléter celles effectuées simultanément par son collègue et ami Rokitansky en anatomie pathologique.

Škoda se rendit célèbre par les perfectionnements qu’il apporta aux méthodes d’examen clinique de la région thoracique, la percussion et l’auscultation. Après les travaux fondateurs de l’École de médecine de Paris, ces méthodes de diagnostic étaient les plus modernes et les plus performantes de l’époque.
Ses propres recherches lui permirent de simplifier la séméiologie des signes physiques décrits par René Laënnec et P.A. Piorry.
Ses découvertes ont été rassemblées dans son ouvrage principal intitulé Abhandlung über Perkussion und Auskultation (1839), dans lequel il décrit son fameux signe éponyme, le « bruit skodique » ou skodisme, une résonance tympanique légère produite par la percussion du sommet du poumon lors d’une pleurésie.
Škoda ne croyait guère en l’efficacité des traitements en usage de son temps et fut pour cette raison qualifié de « nihiliste thérapeutique » . Avec Rokitansky, il contribua un temps à faire de Vienne l’un des pôles de l’enseignement médical en Europe. Škoda passait pour être un enseignant hors pair et au nombre de ses élèves, on compte notamment Ignace Semmelweis qui identifia l’origine de la fièvre puerpérale dans les maternités de Vienne. Škoda fut avec Rokitansky l’une des rares autorités médicales à prendre la défense de Semmelweis contre ses adversaires.
Son cousin Emil Škoda (1839-1900) de Plzeň, fut le fondateur des usines d'automobiles Škoda.